# 美田路
22°22′30″N 114°10′34″E / 22.3748965°N 114.1761795°E

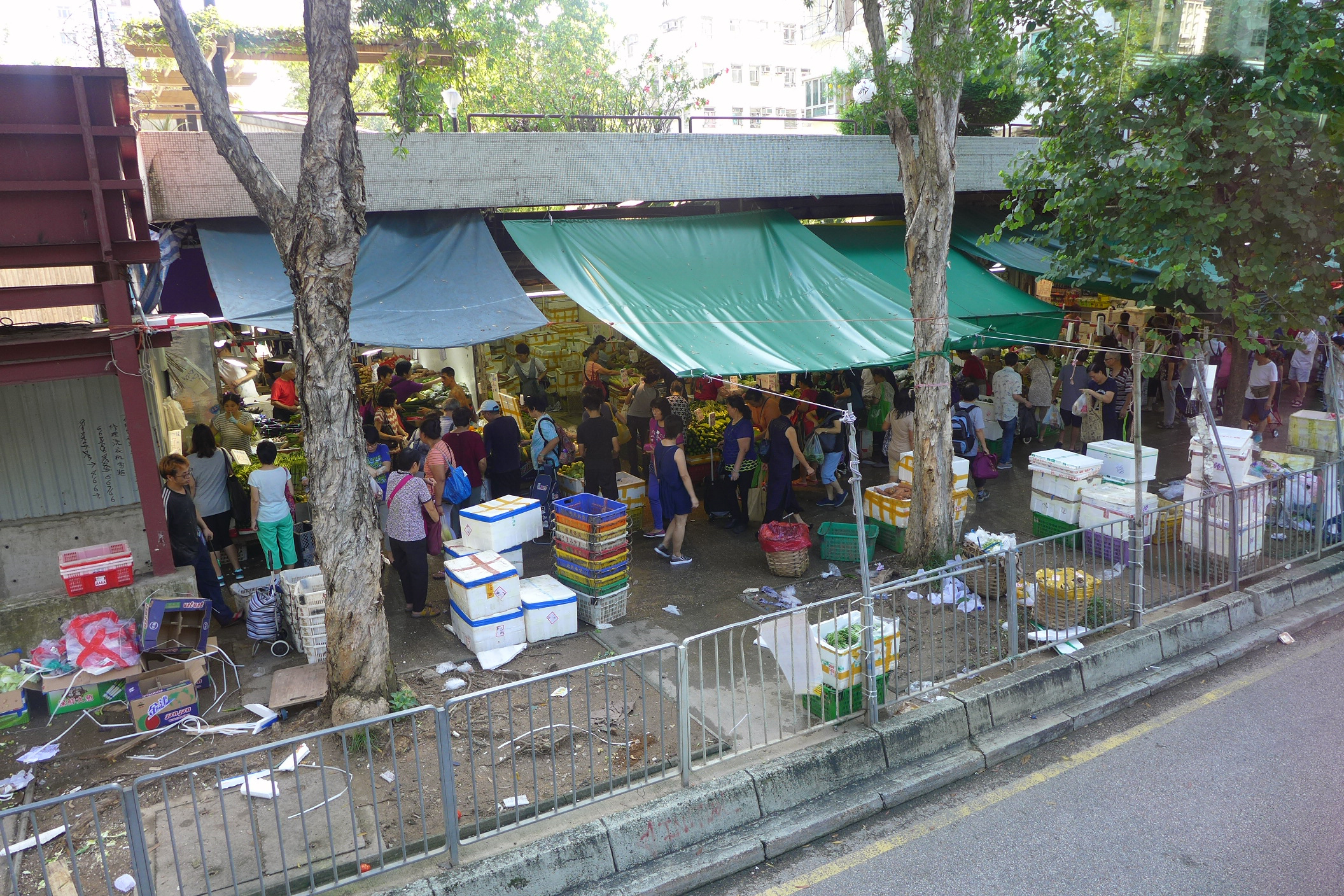
自2012年起，美田路金輝花園開設不少街市檔，但店舖佔用街人路棄置垃圾，造成衛生問題

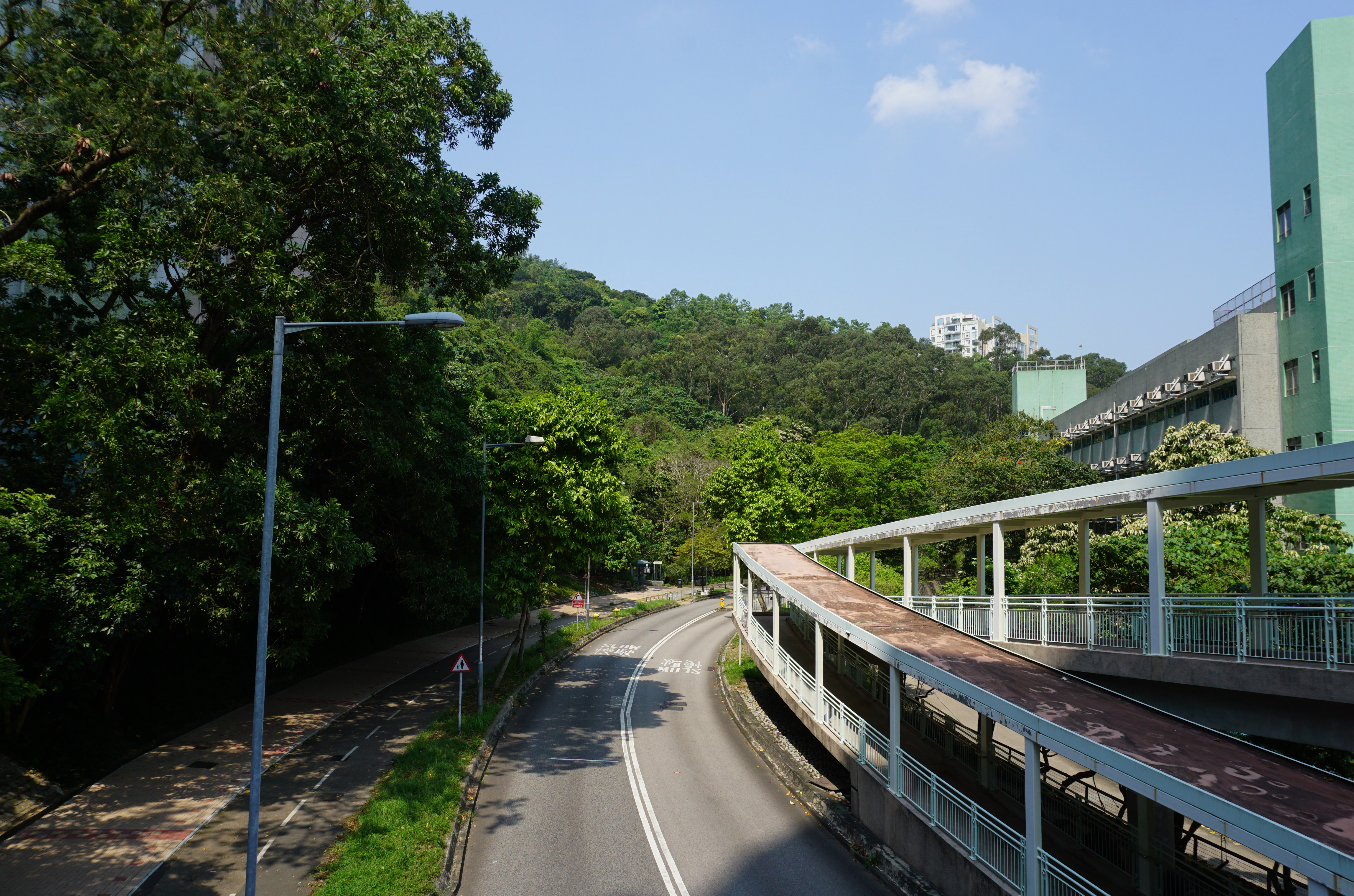
美田路近美城苑

美田路（英語：Mei Tin Road）是香港的一條行車馬路，位於新界沙田大圍，從沙田區大圍車公廟路開始，至壹號雲頂止。而在早期，此路僅達美槐樓對出位置，並設有迴旋處，並有一小路連接山上博雅山莊殘存園林，後來因壹號雲頂發展而改道及延長。

## 沿線主要交匯道路
- 銅鑼灣山路
- 碧田街
- 香粉寮街
- 美輝街
- 青沙公路
- 大埔公路大圍段
- 積輝街
- 車公廟路、紅梅谷路

## 沿線主要建築物
- 名城（美田路1號）
- 海福花園
- 金禧花園
- 大圍街市
- 美林邨
- 美柏苑
- 美城苑
- 美松苑
- 壹號雲頂（美田路63號）

## 公共交通
港鐵
- █  東鐵綫、 █  屯馬綫：大圍站

大圍站公共運輸交匯處
美林巴士總站

## 外部連結
Google Map圖片與地圖 （页面存档备份，存于）